# 普洛斯
普洛斯（英語：Global Logistic Properties Ltd.，SGX：MC0、OTCBB：GBTZY
）是新加坡政府投資公司旗下的地產公司，主要在中國和日本開發物流設施及提供物流服務。

## 历史
普洛斯在2010年10月18日在新加坡上市，招股價為1.96新加坡元，成功集資34.5億新加坡元，是繼1993年新加坡電信上市後新加坡集資最多的招股上市。2011年12月，普洛斯聯同中投公司以16億美元向仲量聯行收購日本物流物業資產。
2009年3月,原ProLogis中國和日本業務啟用新的英文商號「Global Logistic Properties」(GLP),其中文商號沿用「普洛斯」。
2012年，普洛斯分拆GLP J-REIT上市。
2016年9月13日普洛斯斥資11億美元向Hillwood Development Co.收購1,500萬平方英尺（約合139萬平方米）物流中心
2017年7月14日由厚樸投資（占股21.3%）牽頭，包括高瓴资本集团（占股21.2%）普洛斯首席執行官梅志明持有的SMG（占股21.2%）、中銀集團投資有限公司（占股15%）萬科 （占股21.4%）組成的中資財團，以每股3.38坡元，斥資116億美元（160億新加坡元）收購亞洲最大的工業及物流設施提供商普洛斯，截止2016年3月31日,普洛斯總股本為 47.32 億股。
2019年6月2日黑石集團以187億美元，其中交易價格包含約80億美元的債務，收購普洛斯(ProLogis)—美國工業物流資產，當中涉及約1300座物流物業，流倉庫面積約為1.79億平方英尺，其中黑石房地產收入信託基金（BREIT）將出資53億美元收購6,400萬平方英尺（約合590萬平方米）黑石不動產的全球機會型地產基金（BREP）將出資134億美元收購其中的1.15億平方英尺（約合1,070萬平方米）
2019年10月29日普洛斯(Prologis)以
全股票方式，每1股Liberty將換得0.675普洛斯股，斥資97億美元收購商業房地產信託公司Liberty Property Trust包括債務在內，此項交易價值約126億美元，Liberty Property Trust是一家大型工業地產商，在美國和英國擁有和管理1.09億平方英尺(約1013萬平方米)的工業地產和辦公樓

## 竞争对手
- 纽约商业房地产经纪公司（英语：Studley Inc）
- 高力国际
- 世邦魏理仕
- 仲量联行
- Holliday Fenoglio Fowler（英语：Holliday Fenoglio Fowler）
- 第一太平戴维斯
- 莱坊（英语：Knight Frank）

## 外部連結
- 普洛斯公司網站 （页面存档备份，存于）